# Temps de Flors

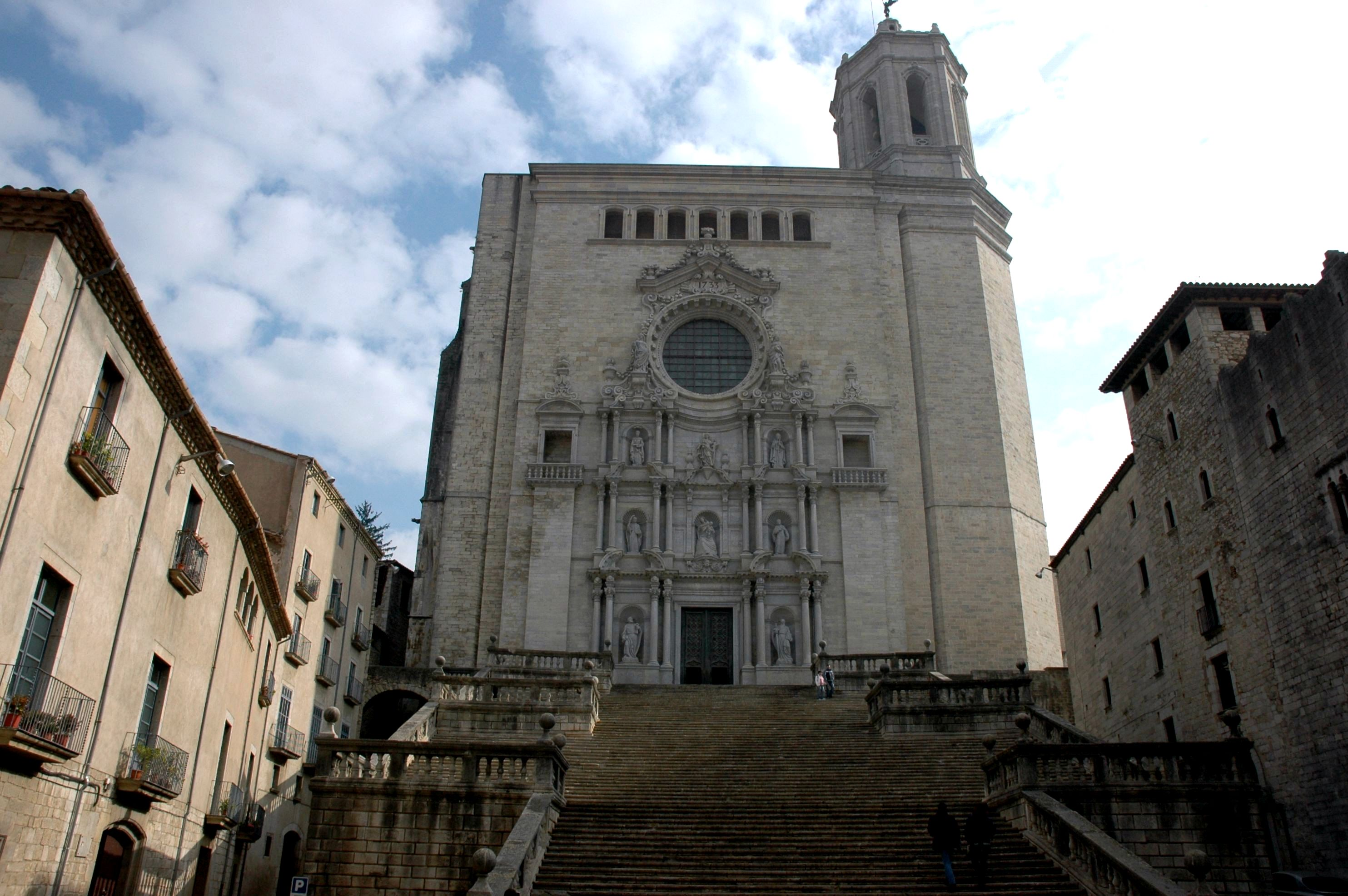
Escales de la Catedral de Girona. Un dels 10 llocs imprescindibles i més visitats durant el festival Temps de Flors

Girona, Temps de Flors és una exposició de flors que se celebra a la ciutat de Girona des del 1954. La seva creadora va ser Maria Cobarsí i va ser en aquell any quan juntament amb unes dones de la Sección Femenina de la Falange van muntar la primera exposició. Des de 1956, cada mes de maig, se celebra durant una setmana aquesta festa primaveral que atrau a gent d'arreu del món.

## Inici
La seva creadora va ser Maria Cobarsí, en aquells moments, delegada de la Sección Femenina de la Falange Española Tradicionalista y de las JONS a Girona. L'any 1954 es va fer la primera edició i l'exposició es va dur a terme al Saló de Descans del Teatre Municipal de Girona. En aquella primera edició ja hi van participar professionals i persones a qui els agradaven les flors.
La primera edició consistia a exposar rams de flors i plantes. La seva duració va ser d'un únic cap de setmana. Aquesta iniciativa va tenir tant d'èxit que van decidir seguir-la any rere any. Tot i així, l'any 1955 no hi va haver exposició de flors, es va iniciar de nou l'any 1956.
A partir de 1958 l'exposició es va traslladar al monestir romànic de Sant Pere de Galligants, on per primera vegada, en aquesta tercera edició es va promoure l'exposició amb un cartell fet per l'artista Carles Vivó.
Rosa Maria Labayen, coneguda per la seva tasca en la preservació del patrimoni cultural de Girona, va ser també una de les impulsores de l'exposició Temps de Flors.

## El pas del temps
L'exposició va canviar d'escenari amb els anys: el 1985 es va celebrar a Sant Domènec. L'any 1992, a una obertura a tot el barri vell de Girona, gràcies a la iniciativa del regidor Josep Maria Birulés. Així, "Girona, Temps de Flors", un lema encunyat en 1993 pel poeta Josep Tarrés. Durant aquest festival de flors s'exposen patis i jardins de propietats privades i es marca un itinerari a seguir per espais públic però també privats.
Amb el pas del temps al voltant de l'exposició s'han organitzat un seguit d'activitats artístiques complementàries, exposicions, col·laboracions en els muntatges i una actuació castellera. Així, actualment les activitats del "Girona, Temps de Flors" són el concurs de flors, el de fotografia i el d'aparadors. A més, des del 1958 es presenta cada edició amb un cartell fet per un artista. Algun dels cartellistes destacables han sigut: Emília Xargay (1959), Modest Cuixart (1986), Carles Declaux (1999) i Domènec Fita (2005).

## Llocs imprescindibles
La ciutat de Girona té racons i jardins amb molt d'encant i història associada. Temps de Flors és el moment per adornar la ciutat amb flors i creacions artístiques per fer gaudir els visitants de la ciutat.
Hi ha 10 llocs imprescindibles que s'aconsella visitar i gaudir de la ciutat, la seva història i de les flors presentades. Aquests llocs són: Catedral de Girona, Sant Feliu, Sant Nicolau, Plaça dels Jurats, Sant Martí, Sant Lluc, Banys Àrabs de Girona, Sarraïnes, Torre Gironella/Jardins dels Alemanys i Casa Lleó Avinay.

## Cartell de temps de flors
Des de 1954 cada anys s'ha presentat el festival de Temps de Flors amb un cartell. Cada any hi ha un període per fer propostes sobre els cartell de les Flors. A cada edició es presenta un cartell fet per un artista. Algun dels cartellistes destacables han sigut: Emília Xargay (1959), Modest Cuixart (1986), Carles Declaux (1999) i Domènec Fita (2005).
Els últims anys el cartell ha estat fet per alumnes de l'IES S. Sobrequés de Girona.

## Concursos durant Temps de Flors
Aquest festival primaveral també duu a terme diferents concursos de temàtica diferent. Hi ha el concurs de fotografia, de SmartFilms, Instagram, de Flors i d'aparadors.
La gent pot presentar fotografies durant la setmana i aquestes són avaluades per un jurat que decideix els guanyadors. Alguns guanyadors d'aquest concurs han estat: Israel Onell (2007), Ramon Mestres (2006), Jordi Male (2005), Toni Buch (2004), Àngels Fàbregues (2003), Marta Buil (2002), Glòria Falcón (2001) i Josep Gibernau (2000).
El concurs de SmartFilms consisteix a fer curtmetratges amb dispositius mòbils. Hi ha un únic premi.
El concurs d'instagram consisteix a fer fotografies, durant el període del festival, i pujar-les a la web mitjançant l'aplicació instagram utilitzant l'etiqueta #instaflors. Cada persona pot pujar totes les fotografies que vulgui.
El concurs de flors consta de diferents apartats en els quals es poden presentar els participants. També, hi ha una categoria infantil. Les flors presentades al concurs són exposades a l'església de Sant Lluc. Els apartats en els quals es poden presentar els concursants són: rams de roses, rams de flors, roses individuals, tests amb flors, plantes de fulles, cactus, azalees i rododendres, orquídies i bonsais.
També hi ha el concurs d'aparadors. Aquest consisteix que les botigues i comerços de la ciutat poden decorar el seu aparador i exposar-lo al públic. Els aparadors hauran d'estar exposats durant un termini determinat.

## Anècdotes i incidents
Amb el pas del temps, a mesura que Temps de Flors guanyava popularitat i anava convertint-se en un fenomen mediàtic i de masses, l'esdeveniment fou utilitzat per portar a terme reivindicacions polítiques i diverses protestes. L'acte inaugural de l'exposició va esdevenir així l'escenari perfecte per desplegar pancartes i reivindicar causes.
L'any 2000, l'exposició fou escenari de la disputa entre l'alcalde de Girona, Joaquim Nadal, i el moviment ocupa local. Una quinzena d'okupes, en revenja pel recent desallotjament del Casal Popular Els Químics, va aprofitar el tradicional discurs d'inauguració per protestar contra Nadal amb una pancarta i xiulades. Tot seguit, els okupes van precipitar un plat de nata a l'alcalde, encertant de ple a la seva cara. L'alcalde, empastifat i enrabiat, fou protagonista l'endemà als mitjans de comunicació, que no van passar per alt l'empastissada amb nata.
El 2015, un grup de manifestants també va desplegar pancartes durant l'acte d'inauguració, presidit aleshores per l'alcalde Carles Puigdemont. Els manifestants protestaven en aquesta ocasió contra la repressió pel bloqueig del Parlament el 2011, i van desplegar pancartes amb el lema "Jo també estava la Parlament", en solidaritat amb els vuit encausats.
L'any següent, un grup d'activistes es va concentrar de nou a l'escalinata de la catedral durant la inauguració de la mostra. Aquest cop, la protesta tenia lloc en suport als vuit vaguistes detinguts a Girona durant la vaga general del 14N de 2012, que s'enfrontaven a penes de fins a quatre anys i mig de presó.

## Llibres i publicacions associades al festival
L'any 2013 la interiorista gironina Lara Pujol edita el llibre oficial"Girona, Temps de Flors" juntament amb les fotografies de Joan Altés Royo, una selecció de fotografies i interpretacions dels muntatges que s'organitzen en el marc de Temps de Flors. Des del 2013 aquest llibre mostra i plasma totes les exposicions florals del festival Temps de Flors. Actualment, hi ha l'edició Llibre Temps de Flors del 2013, Llibre Temps de Flors 2014 i Llibre Temps de Flors 2015. Les fotografies es fan el primer cap de setmana del festival.

## Galeria fotogràfica

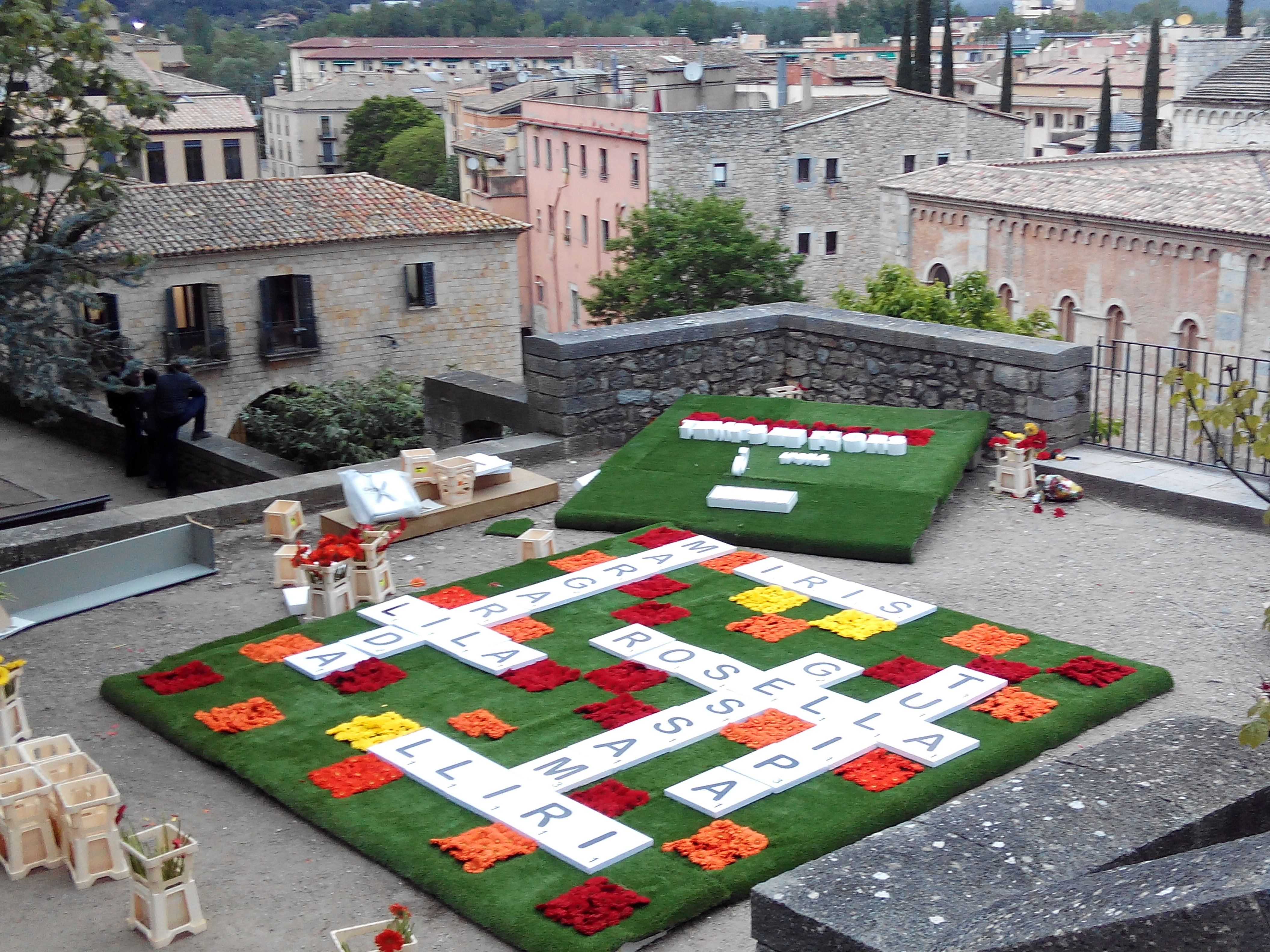
Edició 2016: Passeig del Mirador Arqueològic

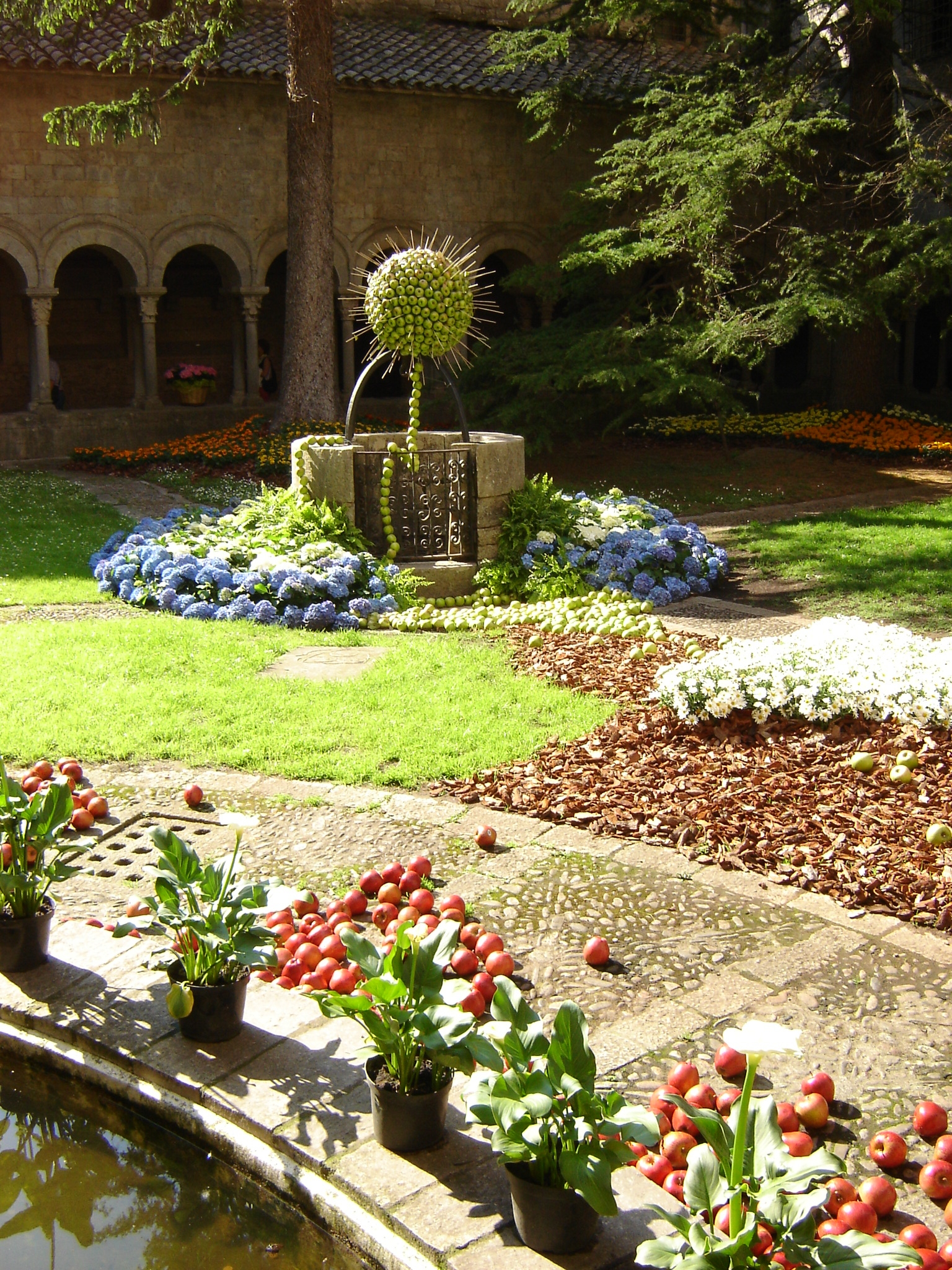
Edició 2006-Claustre de la Catedral de Girona
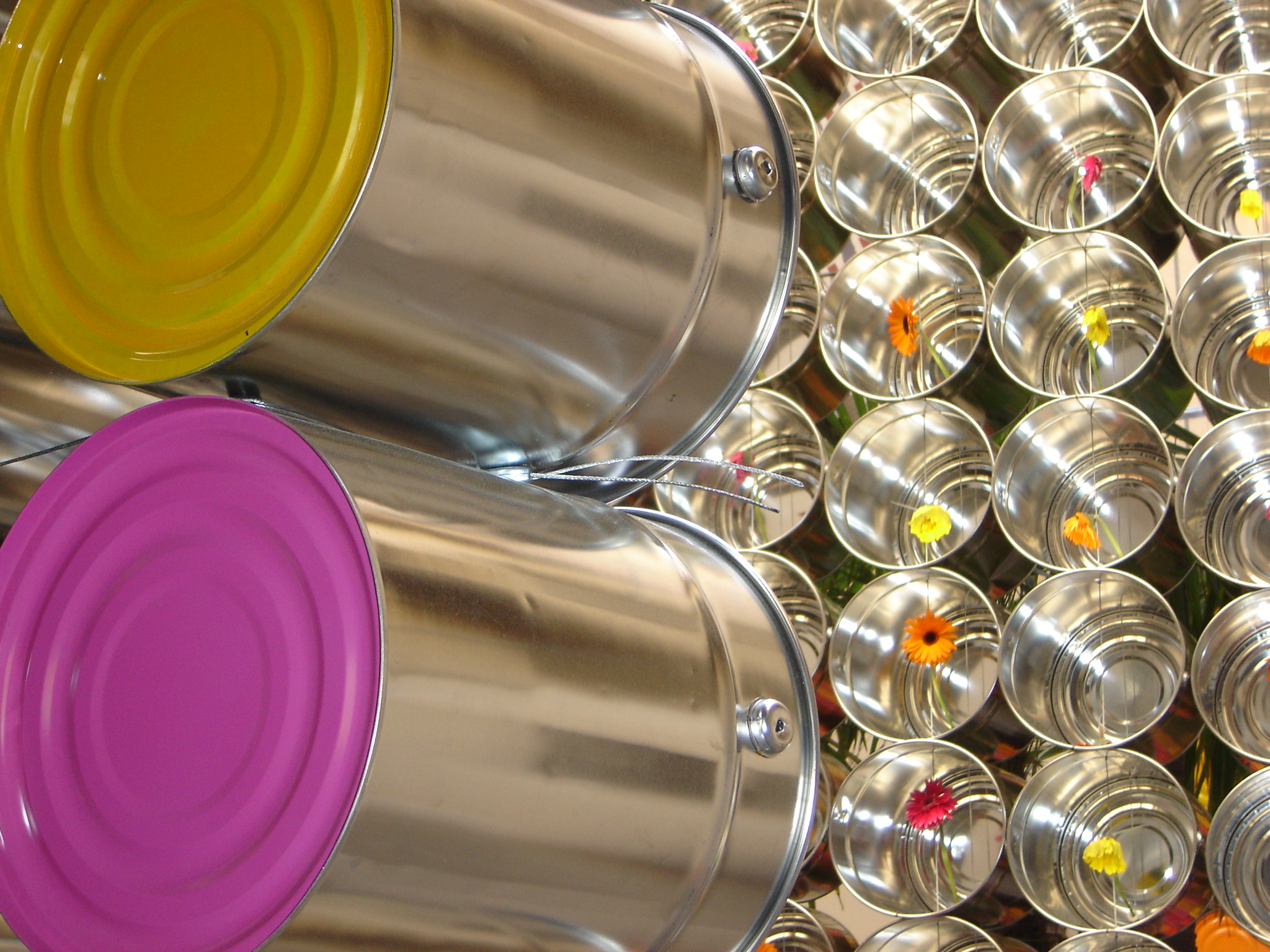
Edició 2006-Pati dels Jutjats
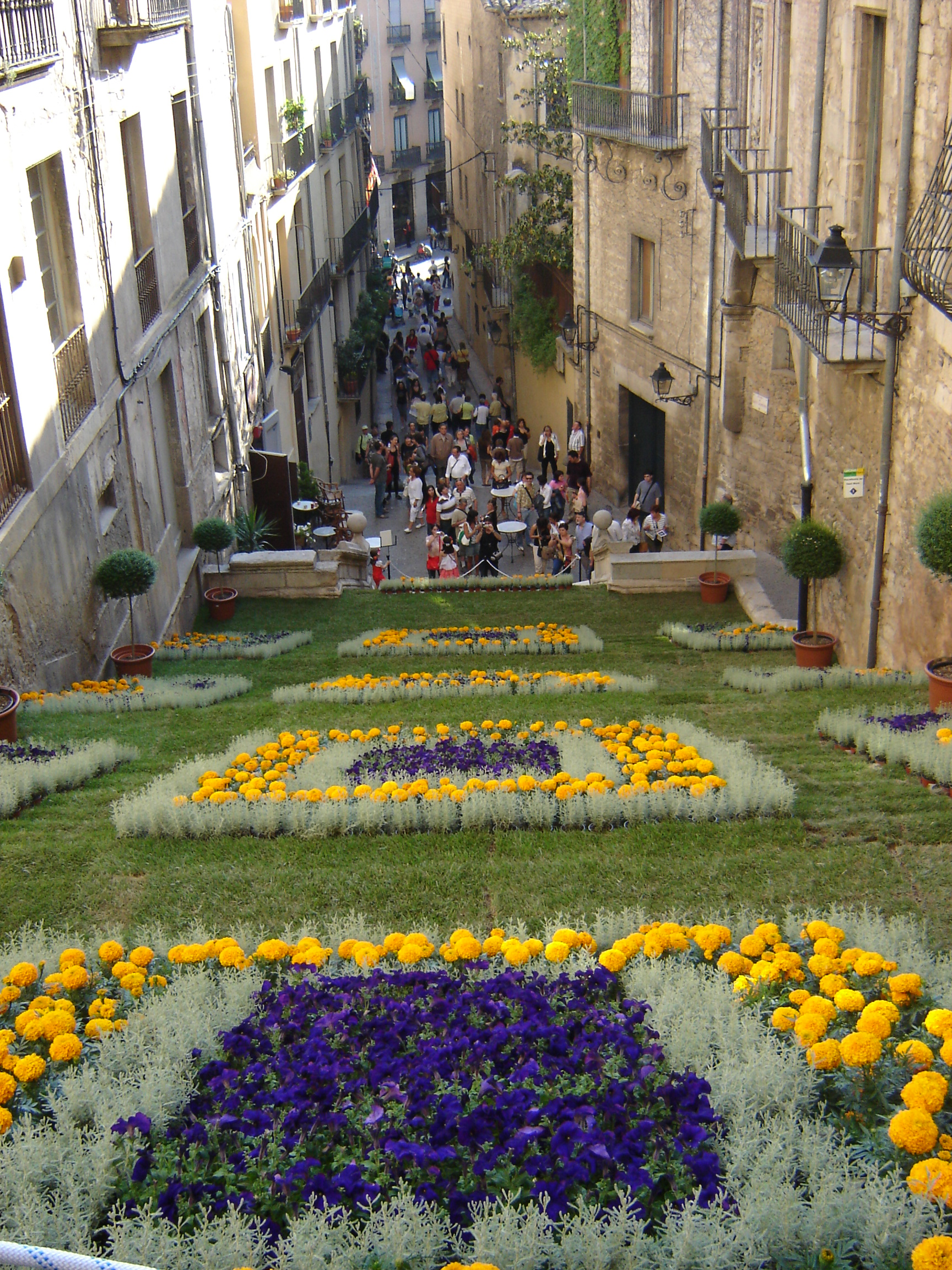
Edició 2007-Pujada de Sant Domènec
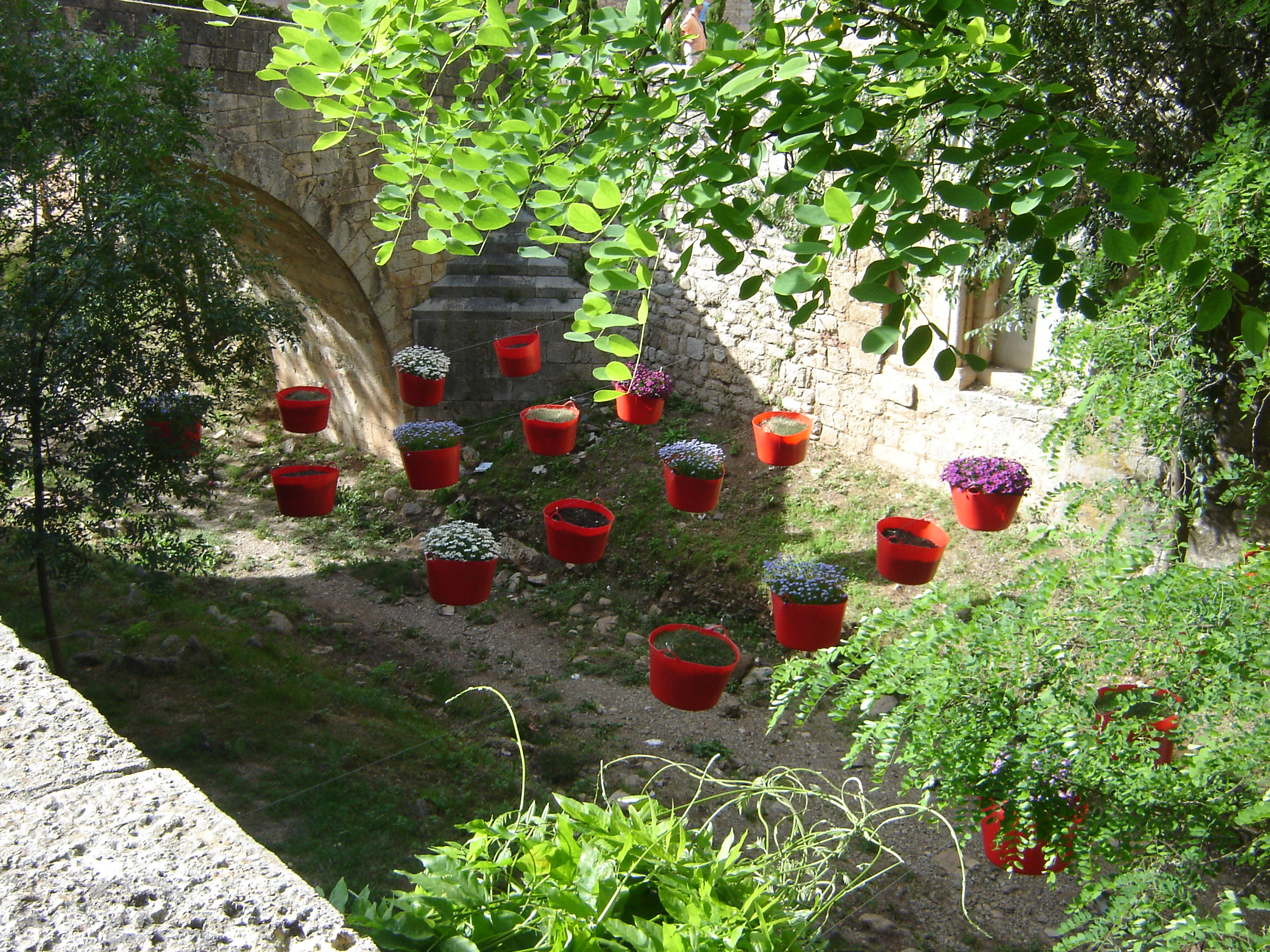
Edició 2007-Riu Galligants
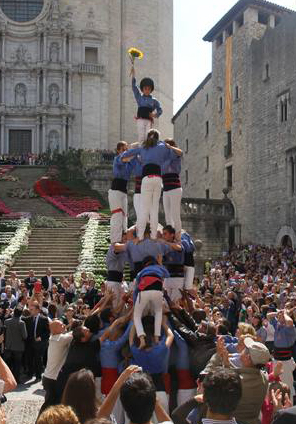
Edició 2013 - Castell dels Marrecs de Salt

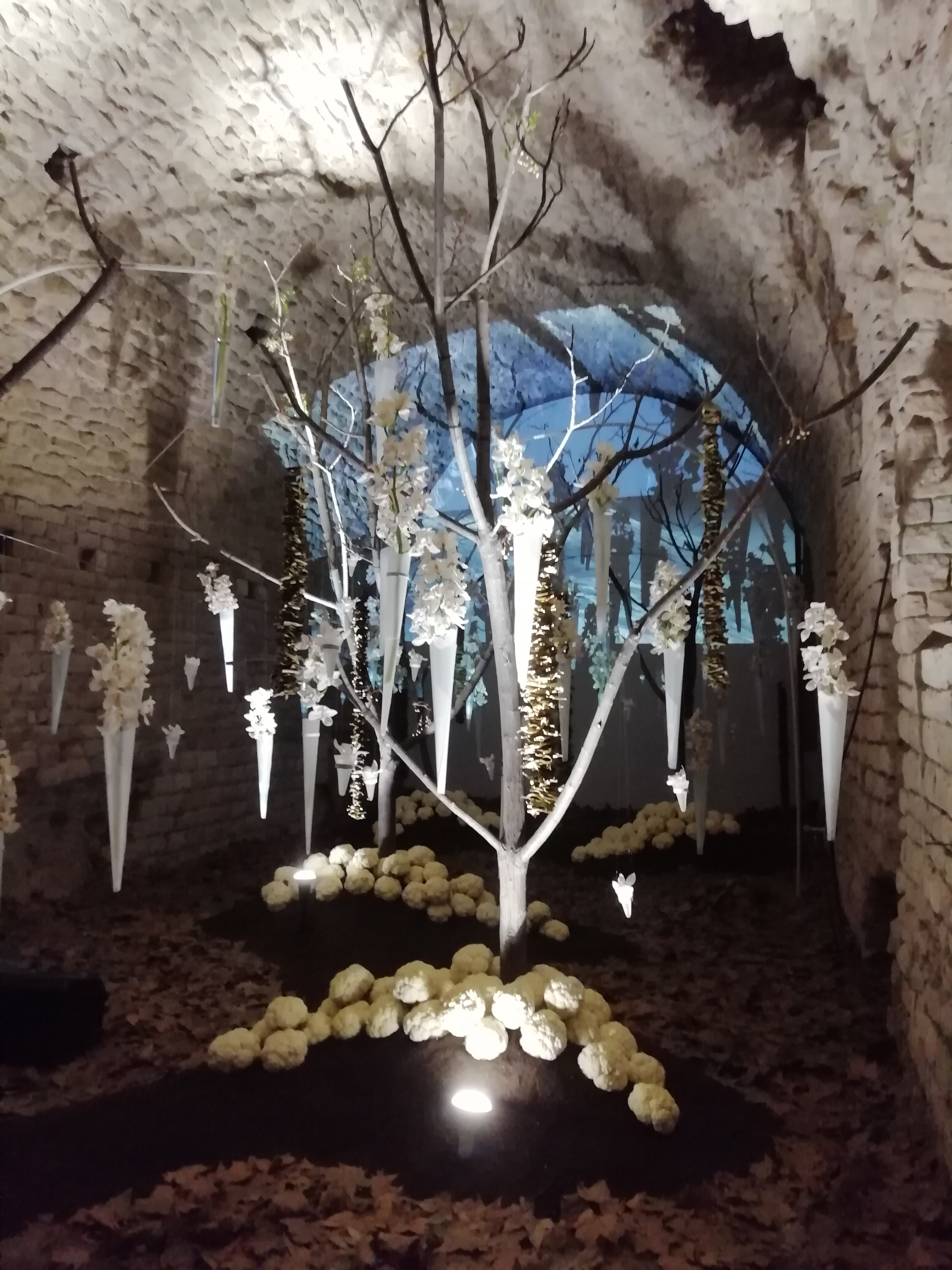
Edició 2019 - Soterrani de la Catedral